# 柴瑋
柴 瑋（チャイ・ウェ、1992年8月6日 - ）は、台湾・台中市出身のプロバスケットボール選手である。191cm。ポジションはシューティングガード・スモールフォワード。

## 来歴
台湾首府大学を卒業後、超級籃球聯賽(SBL)の富邦勇士籃球隊に入団。
2016年、SBLスラムダンクコンテストで優勝を取る。
2017年、寶島夢想家に移籍。